# Moi, ma mère et Betina

Moi, ma mère et Betina est un téléfilm marocain réalisé par Ahmed Boulane en 2003.

## Synopsis
Brahim est un jeune immigré marocain en Espagne. Quand sa mère décède, il doit respecter sa dernière volonté : qu'elle soit enterrée au Maroc, terre de ses ancêtres. Apprenant le tarif exorbitant des rapatriements de corps à l'étranger, Brahim décide de le faire par lui-même : il acheminera le corps de sa mère dans sa voiture, au mépris de la loi.
Tout se passe si bien aux frontières, sauf qu'une fois au Maroc, sa voiture est volée...

## Fiche technique
- Titre : Moi, ma mère et Betina
- Réalisation : Ahmed Boulane
- Scénario : Ahmed Boulane, d'après un fait divers réel.
- Images : Tarik Chamâaoui
- Musique : Younes Megri
- Production : 2M

## Distribution
- Hassan ElFed : Brahim
- Amal Chabli : Betina

## Autour du film
- Ce film est tiré d'un fait vécu : un jeune marocain décide de rapatrier le corps de sa mère en Espagne à bord de sa voiture, mais elle est volée une fois au Maroc.
- La voiture utilisée durant le tournage avait une fausse plaque d'immatriculation pour les besoins du film. Coïncidence extrême, cette plaque correspond à une voiture activement recherchée dans la région d'Espagne où se déroulait le tournage. Au réveil, l'hôtel où résidait l'équipe de tournage était encerclé par la police.